# Sheebah
Sheebah Karungi (Kawempe, 11 novembre 1989) è una cantante ugandese.

## Biografia
Sheebah ha fatto il suo debutto discografico e cinematografico nel 2016, rispettivamente con l'album in studio Nkwatako e la pellicola Queen of Katwe. È stata premiata in quattro categorie agli annuali Zzina Awards.
Nell'agosto 2020 viene pubblicato il terzo disco, dal titolo Samali, il cui successo le ha fruttato una nomination per l'MTV Europe Music Award al miglior artista africano dell'anno. L'anno successivo ha ottenuto un Janzi Award per il miglior interprete.

## Discografia

### Album in studio
- 2016 – Nkwatako
- 2017 – Karma Queen
- 2020 – Samali
- 2022 – I Have a Dream

### Album dal vivo
- 2023 – Roast & Rhyme

### EP
- 2017 – Karma Queen II
- 2021 – 2021 Faves
- 2023 – Queen Karma

### Singoli
- 2015 – Kisasi kimu
- 2016 – The Way
- 2017 – Omuntu (con Lydia Jazmine)
- 2017 – Bumsakata
- 2017 – Abit
- 2017 – Nze wuwo (feat. Solidstar)
- 2017 – Enjala
- 2017 – Sitani tonkema (feat. Roden Y & Fik Fameica)
- 2017 – John rambo
- 2017 – Weekend (feat. Runtown)
- 2018 – Tomorrow (feat. Brotherz Muzic)
- 2018 – Mummy Yo
- 2018 – Beera nange
- 2018 – Embeera zo (con Bruce Melodie)
- 2018 – Munyiiza (con Tip Swizzy)
- 2018 – Nkulowoozako (con Alvin Kizz)
- 2018 – Omwooyo
- 2018 – Wankona
- 2018 – Exercise
- 2018 – Osobola (con Leila Kayondo)
- 2019 – Sirwaana (con Carol Nantogo)
- 2019 – Jealousy
- 2019 – Kimansulo
- 2019 – Onkutudde
- 2019 – Enyanda
- 2019 – Sweet Sensation (con Orezi)
- 2019 – Ekyama
- 2020 – Tevunya (con Fik Fameica)
- 2020 – Nakyuka
- 2020 – Ninda
- 2021 – Nkutuse
- 2021 – Boy Fire (con Selecta Jef)
- 2021 – Yolo
- 2021 – Bwenjoya (feat. Ameria Nambala)
- 2022 – Mukama yamba
- 2022 – Nkwata bulungi (Bailamos)
- 2022 – Ayi (con Mudra D Viral)
- 2022 – Kansalewo
- 2022 – Muwomya (con King Saha)
- 2023 – Only Girl
- 2023 – Nkujjukira
- 2023 – Kika buka
- 2023 – Sam wange (feat. Daddy Andre)
- 2023 – Tosobola
- 2023 – Bwepaba (con Fik Fameica)
- 2024 – Wakikuba

## Filmografia
- Queen of Katwe, regia di Mira Nair (2016) – Shakira